# وجيه البارودي

الطبيب الشاعر وجيه البارودي - حماة

وجيه البارودي (1 آذار 1906 - 11 شباط 1996) طبيب وشاعر سوري، وشاهد على القرن العشرين، من مواليد مدينة حماة. 
ومن أعلام سوريا وقد قيل: «حماة هي: العاصي والنواعير ووجيه البارودي».

## حياته
بدأ دراسته الأولى في الكتاتيب ثم في مدرسة (ترقي الوطن) في مدينة حماة سافر إلى لبنان بعد انتهاء الحرب العالمية الأولى عام 1918 م ليتابع دراسته وأمضى هنالك أربعة عشر عاماً شملت الدراسة الابتدائية والثانوية والجامعية وتخرج طبيباً سنة 1932م من الجامعة الأمريكية في بيروت (الكلية السورية الإنجيلية).
فتح عيادته الطبية الخاصة في مدينة حماة عام 1932م إثر عودته من لبنان واقتنى في تلك الفترة دراجةً عادية استخدمها لزيارة مرضاه (أول من يقتنيها في حماة) ثم تطورت الأمور فاقتنى دراجةً نارية بقيت معه حتى أواخر الأربعينيات من القرن العشرين (أيضاً أول من يقتنيها في حماة) وبعدها اقتنى سيارة خاصة به (فكان أول من يقتني سيارة في حماة).
مارس مهنة الطب منذ عام 1932م إلى أن توفي عام 1996م؛ أي أنه ضرب رقماً قياسياً في الاستمرار بممارسة الطب بما يزيد على الستين عاماً وبالتالي يعتبر صاحب أطول مدة عمل طبي في سوريا على الأقل.

## شخصيته

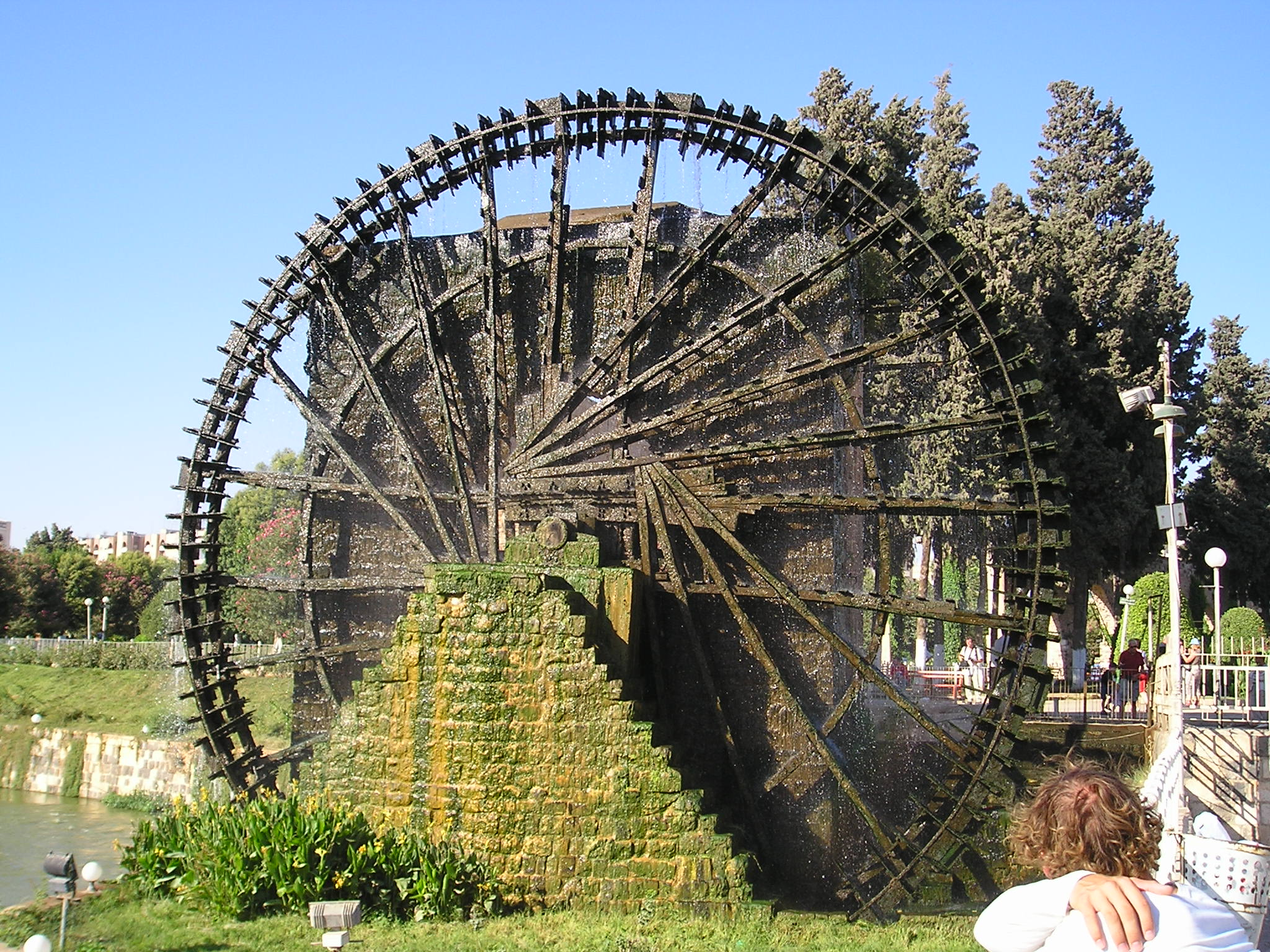
مدينة حماة ونواعيرها الشهيرة التي لم يفارقها أبداً

كان إنساناً محباً لأبناء بلده كما أحبه أهالي مدينته لإنسانيته. لكن حدث خلاف بينه وبين مجتمعه عندما رفع الطربوش الذي كان يوضع على الرأس وكان عرفاً إلزامياً في تلك الأيام في مجتمعه الحموي حيث خرج عن هذا العرف وخلع الطربوش ووضع بدلاً عنه البرنيطة ليجابه بنقد جارح من قبل المجتمع.

قال في مدينته حماة التي أحبها ولم يفارقها أبدأً:
كان وجيه البارودي في عيادته طبيباً عالماً وإنساناً بكل ما تحمله الكلمات من معان حتى كُنِّي بأبي الفقراء, واشتهر بذلك في أنحاء محافظة حماة جميعها، ولقد افتخر بذلك وتحدث بشعره غير مرة عن حبه للفقراء وعداوته للمال:
كما كان معجبا بمطربة الجيل المطربة السورية ميادة الحناوي وقد قال عنها:
توفيت زوجته وثلاثة من أبنائه العشرة فانطوى قلبه على جرحٍ لا يندمل أما محبته وعطاؤه لكل من حوله فقد تركا ذكرى حيّةً في قلوب أبناء مدينته وحقَ له أن يقول:

## تكريمه
- تم تكريمه طبيباً: قدّم له وزير الصحّة في السوري د. إياد الشطي عام 1991 م درع الوزارة باعتباره أقدم طبيب في سوريا وصاحب أطول مدة عمل طبي في العالم حيث ظلّ على رأس عمله بما يزيد على الستين عاماً من عمره.
- كما تمّ تكريمه شاعراً: فقد أقيم احتفال بمناسبة بلوغه السبعين /1975 م/ تحدث فيه نخبة من الأدباء والباحثين والنقّاد والشعراء السوريون عن هذا الطبيب الشاعر, وقدّم له محافظ حماة كأس الشعر.

## شعره ودواوينه
خلال دراسته في الجامعة الأمريكية في بيروت تعرّف على مجموعـة من زملائـه المشهورين في حقل الأدب منهم: (عمر فروخ اللبناني وإبراهيم طوقان الفلسطيني وحافظ جميل العراقي وأبو القاسم الشابي التونسي) وأسسوا معاَ جمعيةً أسموها دار الندوة عام 1926 م, وفي تلك الفترة انطلق صوته الشعري يصدح بأعذب القصائد وأحلى الأشعار, كما كان لهم قصائد مشتركة منها وادي الرمان التي نظمها مع الشاعر إبراهيم طوقان.
يعكس شعره شخصيته المتمردة الثائرة, وعشقه المتفاني, كما تظهر في شعره إنسانيته في ممارسة الطب وفلسفته الخاصة وقناعته الذاتية.
طبع ديوانه الأول (بيني وبين الغواني) عام 1950م ثم أعاد طباعته مع ديوانه الثاني (كذا أنا)عام 1971م, وأخيراً صدر ديوانه الثالث (سيد العشّاق) عام 1994م. بالإضافة إلى مجموعة من القصائد التي تنتظر من يقوم بجمعها وإصدارها.
ويعتبر الغزل من أبرز ما تناوله في هذه الدواوين, فقد ظلّ طيلة حياته متلهفاً للجمال, قال في إحدى قصائده:
كما صوّر في شعره كثيراً من اللقطات التي مرّت في حياته, فجاءت صوراً واقعيّة فيها الكثير من الطلاوة والجمال والدعابة والنقد للمجتمع والدعوة للثورة على التخلف والفقر, قال في قصيدته الحمراء من ديوانه الأول:

## ممارسته للطب
عرف وجيه البارودي بتفوقه في ممارسة الطب حتى صار مرجعاً للحالات المستعصية, كما رويت عنه الكثير من النوادر والحكايات التي كانت تحدث معه يومياً من خلال ممارسته للطب, واشتهر بابتكاره طرقاً مميزة في العلاج تعتمد كثيراً على نظرته الثاقبة وعلى الناحية النفسية للمريض.
ومن ذلك نذكر هذه القصة: طـُلب ذات مرة إلى منزل امرأة على وشك الولادة ولكنها كانت متعسرة، شاهدها الدكتور وجيه فطلب مباشرة من الأهل طبلة (دربكـّة) وبدأ بالنقر عليها والرقص مع الصبايا مما أدى إلى غرق المرأة بالضحك وأنجبت مولودها دون أن تشعر بذلك، ولدى سؤال الدكتور وجيه عن سبب فعلته هذه أجاب: إن المرأة خائفة ومتشنجة وهذه الحالة لا يفكها إلا الضحك أو الفزع، لم أستطع على الثانية فقمت بالأولى. كانت طرائفه كثيرة ككثرة الناس التي عالجها وتعامل معها. قال عن نفسه:
ويذكر له أنه كان لكل الناس, للفقراء والبؤساء الذين يقصدونه وحين يمدون أيديهم لجيوبهم يمسك بها ويربت على أكتافهم، عدا عن الذين كان يقصدهم بنفسه ويعالجهم في بيوتهم ولا يخرج قبل أن يضع ما تيسر من النقود تحت وسائد أسرّتهم حتى غدا صوته في الطب والشعر والعمل الإنساني حديثاَ ملأ الدنيا في حماة و شغل بال الناس. قال عن نفسه:

## من أقواله المأثورة
- قليل من الطب أخطر من الجهل.
- أنا أقدم طبيب في حماة، وأقدم سائق في حماة وأقدم شاعر في حماة وأتعس شاعر في حماة.

## ذكراه
رحل طبيب حماة وحبيب حماة وعاشق حماة وشاعر حماة صباح الأحد (11 شباط/فبراير 1996 م ـ المصادف 22 رمضان) تاركاً بصماته المشرّفة في كل أسرة في حماة فلا يزال أهالي مدينته يذكرون سيد الأطباء وسيد المصلحين طبيبهم وشاعرهم وجيه البارودي حتى أنه لا يكاد أحد من أهالي حماة إلا وله قصة معه ويعدّونه علماً ورمزاً لمدينتهم حتى اقترن اسمه باسمها